# Рухвадзе, Владимир Тарасович
Владимир Тарасович Рухвадзе (1905, Шорапанский уезд, Кутаисская губерния, Российская империя — неизвестно, Зестафонский район, Грузинская ССР) — звеньевой колхоза имени Андреева Зестафонского района, Грузинская ССР. Герой Социалистического Труда (1949).

## Биография
Родился в 1905 году в крестьянской семье в одном из сельских населённых пунктов Шорапанского уезда. С раннего возраста трудился в сельском хозяйстве. Во время коллективизации вступил в сельскохозяйственную артель, которая позднее была преобразована в колхоз имени Андреева Зестафонского района. В послевоенное время — звеньевой виноградарей в этом же колхозе.
В 1948 году звено под его руководством собрало в среднем с каждого гектара по 77,3 центнера винограда шампанских вин на участке площадью 3,1 гектара. Указом Президиума Верховного Совета СССР от 9 августа 1949 года удостоен звания Героя Социалистического Труда за «получение высоких урожаев винограда в 1948 году» с вручением ордена Ленина и золотой медали «Серп и Молот» (№ 4372).
После выхода на пенсию проживала в Зестафонским районе. С 1968 года — персональный пенсионер союзного значения. Дата смерти не установлена.
Награды
- Герой Социалистического Труда
- Орден Ленина
- Медаль «За оборону Кавказа» (01.05.1944)